# Ramon Balart Granada
Ramon Balart Granada (Reus, 2 de febrer de 1794 - Barcelona, 7 de febrer de 1876) va ser un professor de llatí i poeta en aquella llengua.
Net de Francesc Balart, va estudiar llatí i retòrica. Empobrida la seva família per la guerra del Francès, va incorporar-se a l'exèrcit, on arribà a sergent, i més tard va entrar a treballar en una fàbrica fins que va poder obrir una càtedra de llatí, primer a Reus, i després a Vilafranca del Penedès i a Falset. Més endavant va anar a Barcelona, on va ensenyar retòrica i poètica i llatí i castellà a l'escola de Pere Labèrnia. Catedràtic de filosofia per oposició, va ser destinat a Granada i després a Girona, on es dedicà a l'ensenyament de la llengua llatina, com explica l'historiador reusenc Andreu de Bofarull. Es va donar a conèixer pel poema Heroicae Gerundae in ejusdem oppugnationis ab gallorum exercitu die XIII cal. Oct., ampliat després per Obsidium, oppugnatio et defensio urbis gerundensis, dedicats al setge de Girona, admirats pels llatinistes de l'època i que li valgueren ser elegit membre de l'Arcàdia de Roma.